# Rio Formoso (vattendrag i Brasilien, Goiás)
Rio Formoso är ett vattendrag i Brasilien.   Det ligger i delstaten Goiás, i den centrala delen av landet, 600 km sydväst om huvudstaden Brasília.
Omgivningarna runt Rio Formoso är huvudsakligen savann. Trakten runt Rio Formoso är nära nog obefolkad, med mindre än två invånare per kvadratkilometer.